# Wiskacza
Wiskacza (Lagidium) – rodzaj ssaków z rodziny szynszylowatych (Chinchillidae).

## Rozmieszczenie geograficzne
Rodzaj obejmuje gatunki występujące w Ameryce Południowej (Ekwador, Peru, Boliwia, Chile i Argentyna).

## Morfologia
Długość ciała (bez ogona) 295–475 mm, długość ogona 215–400 mm, długość ucha 60–82 mm, długość tylnej stopy 82–113 mm; masa ciała 0,75–2,1 kg.

## Systematyka
Rodzaj zdefiniował w 1833 roku niemiecki botanik, lichenolog i zoolog Franz Meyen w artykule o tytule „Wkład do zoologii, zebrany podczas podróży dookoła świata”, opublikowanym w czasopiśmie Nova acta physico-medica Academiae Caesareae Leopoldino-Carolinae Naturae Curiosum. Gatunkiem typowym jest (oznaczenie monotypowe) wiskacza górska (L. viscacia).

### Etymologia
- Viscaccia: hiszp. vizcacha ‘wiskacza’, od keczua wisk’acha ‘wiskacza’[12]. Gatunek typowy (oznaczenie monotypowe): kompozyt oparty na Lepus chilensis Oken, 1816 (= Dipus maximus Desmarest, 1817), „Le vizcache” Azara, [1801] i Mus laniger G.I. Molina, 1782.
- Lagidium: gr. λαγιδιον lagidion ‘zajączek’, zdrobnienie od λαγως lagōs ‘zając’[13].
- Lagotis: gr. λαγως lagōs ‘zając’; -ωτις ōtis ‘-uchy’, od ους ous, ωτος ōtos ‘ucho’[14]. Gatunek typowy (oznaczenie monotypowe): Lagotis cuvieri Bennett, 1833 (= Lepus viscacia Molina, 1782).

### Podział systematyczny
Wyróżniany takson L. peruanum nie jest akceptowany przez część ujęć systematycznych. Do rodzaju należą następujące gatunki:
| Grafika | Gatunek             | Autor i rok opisu                           | Nazwa zwyczajowa     | Podgatunki         | Rozmieszczenie geograficzne | Podstawowe wymiary                              | Status IUCN |
| ------- | ------------------- | ------------------------------------------- | -------------------- | ------------------ | --- | ----------------------------------------------- | ----------- |
|         | Lagidium ahuacaense | Ledesma, Werner, Spotorno & L. Albuja, 2009 | wiskacza granitowa   | gatunek monotypowy | endemit Ekwadoru: znany tylko z Cerro El Ahuaca (Loja; zakres wysokości: 2000–2480 m n.p.m.                                                   | DC: około 40 cm DO: około 40 cm MC: około 2 kg  | DD          |
|         | Lagidium viscacia   | (G.I. Molina, 1782)                         | wiskacza górska      | gatunek monotypowy | Andy w środkowym Peru, zachodnia Boliwia, północno-zachodnia Argentyna i środkowe Chile; zakres wysokości: 700–4800 m n.p.m.                  | DC: 29–46 cm DO: 21–38 cm MC: 0,75–2,1 kg       | LC          |
|         | Lagidium moreni     | O. Thomas, 1897                             |                      | gatunek monotypowy | zachodnia Argentyna i północne Chile | DC: około 48 cm DO: brak danych MC: brak danych | NE          |
|         | Lagidium peruanum   | Meyen, 1833                                 | wiskacza peruwiańska | gatunek monotypowy | endemit Peru: Andy w południowej części; zakres wysokości: 3000–5000 m n.p.m.                                                                 | DC: 30–45 cm DO: 20–40 cm MC: 0–9 1,6 kg        | NE          |
|         | Lagidium wolffsohni | (O. Thomas, 1907)                           | wiskacza skalna      | gatunek monotypowy | południowo-zachodnia Argentyna (zachodnie Santa Cruz) i przyległe Chile (Magallanes, raportowany z Aysén); zakres wysokości: do 4000 m n.p.m. | DC: 47–48 cm DO: 30–31 cm MC: około 2 kg        | DD          |

Kategorie IUCN:  LC  – gatunek najmniejszej troski,  DD  – gatunki o nieokreślonym stopniu zagrożenia;  NE  – gatunki niepoddane jeszcze ocenie.